# Ortalis araucuan
La chachalaca de pecho blanco (Ortalis araucuan) es una especie de ave del género Ortalis, de la familia Cracidae. Habita en selvas y bosques del nordeste de América del Sur. Fue considerada como una subespecie de Ortalis guttata, pero a la luz de diferencias vocales, morfológicas y consideraciones biogeográficas, en una mejor aproximación hacia el concepto de especie biológica, y teniendo en consideración las formas prevalecientes en la constitución de los límites entre el resto de las especies del género (del cual se  postuló que todos sus integrantes podrían ser considerados como formando una única superespecie), fue reconocido su carácter específico.

## Taxonomía y distribución
Esta especie fue descrita en el año 1825 por el zoólogo y explorador alemán Johann Baptist von Spix. Habita en el nordeste del Brasil. Durante el siglo XX fue considerada por muchos autores como una nueva especie, pero por otros como una subespecie de la disyunta Ortalis guttata, la cual habita en las estribaciones orientales andinas y en la cuenca amazónica. En el año 2012 se propuso nuevamente su reconocimiento específico, lo cual fue aceptado por la mayoría de los taxónomos.

### Características que la diferencian de otrasOrtalis
Plumaje
O. araucuan posee un plumaje con patrón cromático diferente del de O. guttata. El vientre es blanco (no marrón ni beige como en O. guttata); tanto la corona como la parte dorsal del cuello es ocre y canela (no marrón oscuro como en O. guttata). Las cubiertas presentes ventralmente en la base de la cola son de tonos ahumados.
Vocalizaciones
Si bien la duración de la frase y el ritmo general suenan igual, hay una clara diferencia en la fraseología del canto de ambas especies, al diferir en las longitudes relativas de las tres notas. En el de Ortalis guttata es un repetido estribillo de 3 o 4 notas, lo que podría ser transcrito como: "chachala" o "chachalaca"; el de O. araucuan es siempre de sólo 3 notas o sílabas, transcrito como: "gua -cha- rac", donde la segunda nota del estribillo es más corta. Esta nota es seguida por un espacio más grande que el que sigue a la segunda nota en el de O. guttata.
Cuestiones biogeográficas
Las distribuciones de las especies relacionadas no son continuas. Ortalis guttata habita en la región amazónica al oriente de la precordillera andina, mientras que O. araucuan habita solamente en el Brasil nororiental, teniendo de este modo una distribución altamente disyunta, ya que las poblaciones más próximas entre ambas se encuentran a 1300 kilómetros entre sí, estando interpuestas entre ellas la distribución de otra especie del género: Ortalis superciliaris. Este tipo de patrón de distribución discontinua, con otra especie relacionada entre ambas interponiéndose como una bisectriz, es muy atípico, sobre todo en el género Ortalis.
Con respecto a O. squamata, la cual se distribuye en la selva atlántica del sudeste del Brasil, también de esta se separa por 1300 km, aunque entre ambas no se interpone la geonemia de ninguna otra especie de Ortalis.